# Viola kalksburgensis
Viola kalksburgensis är en violväxtart som beskrevs av Johann Baptist Wiesbaur. Viola kalksburgensis ingår i släktet violer, och familjen violväxter. Inga underarter finns listade i Catalogue of Life.